# Queso Mâconnais

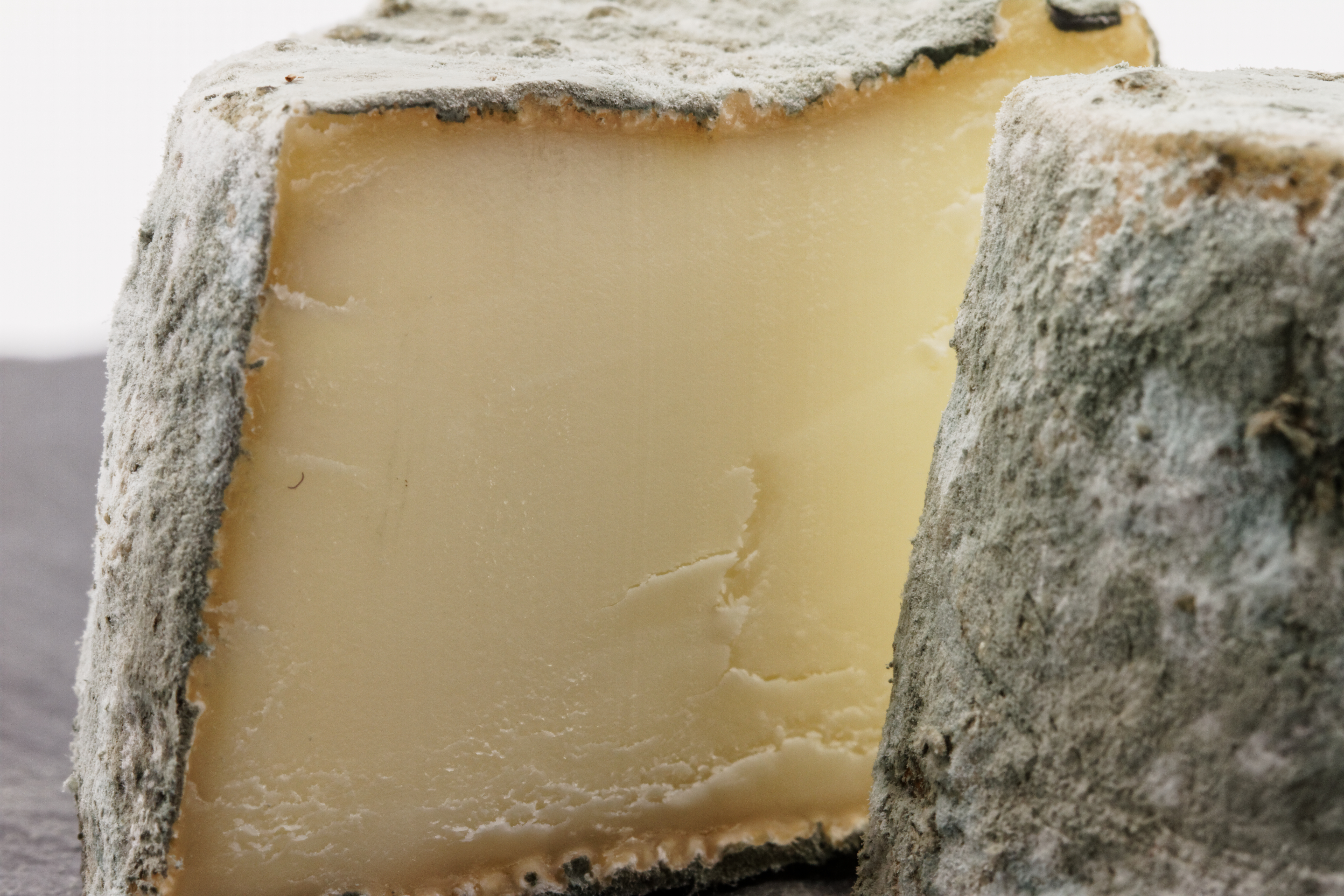
Un corte Mâconnais

Mâconnais es un pequeño queso producido en la región francesa de Borgoña. Se elabora con leche de cabra o con una combinación entre la leche de cabra y la de vaca. El queso Mâconnais obtuvo la certificación AOC en 2005.
Un Mâconnais típico es un pequeño cono truncado de aproximadamente 4-5 cm de ancho y 3-4 cm de espesor, que pesa 50-65 g.